# Avonbridge
Avonbridge ist eine Ortschaft in der schottischen Council Area Falkirk. Sie liegt am Ostrand von Falkirk rund acht Kilometer südöstlich von Falkirk und 15 km westlich von Livingston am Fluss Avon. Der Name „Avonbridge“ leitet sich von einer historischen Brücke über den Avon an diesem Ort ab. Die Ortschaft ist über die Straßen B825 und B8028 an das Straßennetz angeschlossen, die sich in Avonbridge kreuzen. Unweit von Avonbridge befindet sich der Bauernhof Gowanbank, der als Denkmal der höchsten Kategorie A klassifiziert ist.
Im 19. Jahrhundert befand sich in Avonside eine Grundschule für 150 Schüler. Ihr Einzugsgebiet umfasste die Ortschaften Muiravonside und Slamannan. Des Weiteren wurde dort im Jahre 1803 eine Kirche der späteren United Presbyterian Church of Scotland mit 308 Sitzplätzen errichtet.
In neuerer Zeit entwickelte sich die Ortschaft in Verbindung mit dem Stein- und Kohleabbau. Lebten 1961 noch 880 Personen in Avonbridge, wurden im Jahre 2001 nur noch 637 Einwohner gezählt.